# قراقولاغ
قراقولوق(قراقولاق)  یکی از مراتب برجسته درتقسیمات اجتماعی دوره تیموریان بوده. آنان افرادی بسیار قوی، شجاع و جنگجو بوده‌اند. اکنون با عنوان (قره قلاق) شناخته می‌شوند. درکتاب تاریخ رشیدی اثر میرزا حیدر دوغلات از فردی به نام قراقولاق میرزا و چهار تن از برادران وی نام برده که از فرماندهان و سرداران بلندپایه نظامی عصر خود بوده‌اند. و در جایی از کتاب مذکور آمده قراقولاق میرزا، برادرش میرزاعلی و پنج تن دیگر، این هفت سردار در قله قاف میدان شجاعت، دیو هفت سر بودند.
که اعقاب آن‌ها اکنون در شهر مرودشت و رامجرد مرودشت فارس و جادشت فیروزآباد و به صورت پراکنده در شیراز، سروستان، فیروزآباد، داراب و . . . ساکن می‌باشند.
دکتر عزت‌الله نوذری در کتاب «تاریخ اجتماعی ایران از آغاز تا مشروطیت» صفحه ۹۳ آورده‌است در تشکیلات تیمور گورکانی: «گارد ملی از افرادی به نام یساغل و قراچریک یا قراقولوق تشکیل یافته بود»